# Tour-en-Sologne
Tour-en-Sologne est une commune française située dans le département du Loir-et-Cher, en région Centre-Val de Loire.
Localisée au centre-est du département, la commune fait partie de la petite région agricole « la Grande Sologne », vaste étendue de bois, d'étangs et de prés aux récoltes médiocres. Elle est drainée par la Rère, les Lacs Plats, le Rouaire, les Forges, les Gaz, le Saint Joseph et par divers petits cours d'eau.
L'occupation des sols est marquée par l'importance des espaces agricoles et naturels qui occupent la quasi-totalité du territoire communal. Plusieurs espaces naturels d'intérêt sont présents dans la commune : un site natura 2000 et une zone naturelle d'intérêt écologique, faunistique et floristique (ZNIEFF). En 2010, l'orientation technico-économique de l'agriculture dans la commune est la culture des céréales et des oléoprotéagineux. À l'instar du département qui a vu disparaître le quart de ses exploitations en dix ans, le nombre d'exploitations agricoles a fortement diminué, passant de 13 en 1988, à 19 en 2000, puis à 11 en 2010.
Le patrimoine architectural de la commune comprend deux bâtiments portés à l'inventaire des monuments historiques : le château de Villesavin, inscrit en 1928 et classé en 1952 et l'église Saint-Étienne de Tour-en-Sologne, inscrite en 1949.

## Géographie

### Localisation et communes limitrophes
La commune de Tour-en-Sologne se trouve au centre-est du département de Loir-et-Cher, dans la petite région agricole de la Grande Sologne,. À vol d'oiseau, elle se situe à 14,1 km  de Blois, préfecture du département et à 8,3 km de Chambord, chef-lieu du canton de Chambord dont dépend la commune depuis 2015. La commune fait en outre partie du bassin de vie de Bracieux.
Les communes les plus proches sont : Bracieux (3,3 km), Mont-près-Chambord (4,3 km), Cour-Cheverny (4,7 km), Fontaines-en-Sologne (5 km), Cheverny (5,3 km), Huisseau-sur-Cosson (6,8 km), Bauzy (8,1 km), Neuvy (8,3 km)  et Chambord (8,3 km).
| Mont-près-Chambord | Chambord        | Neuvy                |
| Mont-près-Chambord | Tour-en-Sologne | Bracieux et Bauzy    |
| Cour-Cheverny      | Cour-Cheverny   | Fontaines-en-Sologne |

### Paysages et relief
Dans le cadre de la Convention européenne du paysage, adoptée le 20 octobre 2000 et entrée en vigueur en France le 1er juillet 2006, un atlas des paysages de Loir-et-Cher a été élaboré en 2010 par le CAUE de Loir-et-Cher, en collaboration avec la DIREN Centre (devenue DREAL en 2011), partenaire financier. Les paysages du département s'organisent ainsi en huit grands ensembles et 25 unités de paysage,. La commune fait partie de l'unité de paysage de « la Grande Sologne », dans la Sologne.
À l'échelle régionale, le très important taux de boisement de la Sologne en fait une sorte de gigantesque île de verdure au cœur d'un océan de cultures, entre Beauce et Champagne Berrichonne. La Grande Sologne, localisée au sud-est, entre les vallées de la Loire et du Cher, occupe à elle seule un tiers environ du Loir-et-Cher. Elle déborde ses limites en s'étendant sur le Loiret et le Cher, rejoignant la Forêt d'Orléans au nord-est et couvrant la plus grande partie du coude de la Loire jusqu'aux portes de Bourges, au sud.
L'altitude du territoire communal varie de 72 mètres à 123 mètres,.

### Hydrographie

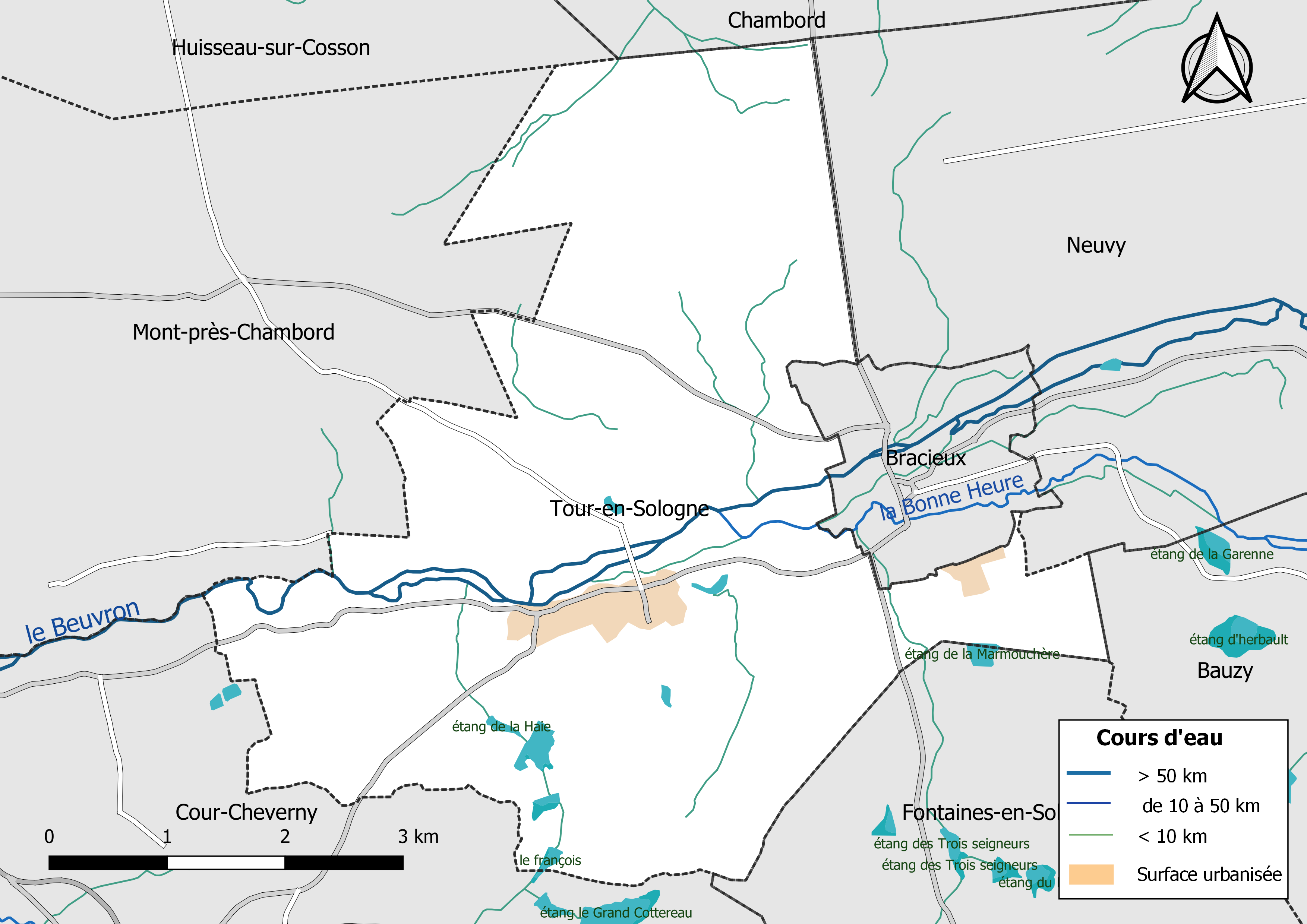
Réseau hydrographique de Tour-en-Sologne.

La commune est drainée par le Beuvron (6,148 km), la Bonne Heure (1,299 km) et par divers petits cours d'eau, constituant un réseau hydrographique de 27,04 km de longueur totale.
Le Beuvron, d'une longueur totale de 115,2 km, prend sa source dans la commune de Coullons, dans le Loiret et se jette dans la Loire à Candé-sur-Beuvron, après avoir traversé 29 communes.
La Bonne Heure, d'une longueur totale de 29,6 km, prend sa source dans la commune de Millançay et se jette dans le Beuvron à Bracieux, après avoir traversé 6 communes.
Sur le plan piscicole, ces cours d'eau sont classés en deuxième catégorie, où le peuplement piscicole dominant est constitué de poissons blancs (cyprinidés) et de carnassiers (brochet, sandre et perche).

### Climat
Pour des articles plus généraux, voir Climat du Centre-Val de Loire et Climat de Loir-et-Cher.
En 2010, le climat de la commune est de type climat océanique dégradé des plaines du Centre et du Nord, selon une étude du CNRS s'appuyant sur une série de données couvrant la période 1971-2000. En 2020, Météo-France publie une typologie des climats de la France métropolitaine dans laquelle la commune est exposée à un climat océanique altéré et est dans la région climatique Moyenne vallée de la Loire, caractérisée par une bonne insolation (1 850 h/an) et un été peu pluvieux.
Pour la période 1971-2000, la température annuelle moyenne est de 11,2 °C, avec une amplitude thermique annuelle de 15,2 °C. Le cumul annuel moyen de précipitations est de 650 mm, avec 11 jours de précipitations en janvier et 6,7 jours en juillet. Pour la période 1991-2020, la température moyenne annuelle observée sur la station météorologique de Météo-France la plus proche, dans la commune de Cheverny à 5 km à vol d'oiseau, est de 11,8 °C et le cumul annuel moyen de précipitations est de 675,8 mm,. Pour l'avenir, les paramètres climatiques de la commune estimés pour 2050 selon différents scénarios d'émission de gaz à effet de serre sont consultables sur un site dédié publié par Météo-France en novembre 2022.

### Milieux naturels et biodiversité

#### Sites Natura 2000
Le réseau Natura 2000 est un réseau écologique européen de sites naturels d'intérêt écologique élaboré à partir des Directives « Habitats » et « Oiseaux ». Ce réseau est constitué de Zones spéciales de conservation (ZSC) et de Zones de protection spéciale (ZPS). Dans les zones de ce réseau, les États membres s'engagent à maintenir dans un état de conservation favorable les types d'habitats et d'espèces concernés, par le biais de mesures réglementaires, administratives ou contractuelles. L'objectif est de promouvoir une gestion adaptée des habitats tout en tenant compte des exigences économiques, sociales et culturelles, ainsi que des particularités régionales et locales de chaque État membre. Les activités humaines ne sont pas interdites, dès lors que celles-ci ne remettent pas en cause significativement l'état de conservation favorable des habitats et des espèces concernés. Une partie du territoire communal est incluse dans le site Natura 2000 :
la « Sologne », d'une superficie de 346 184 ha.

#### Zones naturelles d'intérêt écologique, faunistique et floristique
L'inventaire des zones naturelles d'intérêt écologique, faunistique et floristique (ZNIEFF) a pour objectif de réaliser une couverture des zones les plus intéressantes sur le plan écologique, essentiellement dans la perspective d'améliorer la connaissance du patrimoine naturel national et de fournir aux différents décideurs un outil d'aide à la prise en compte de l'environnement dans l'aménagement du territoire. Le territoire communal de Tour-en-Sologne comprend une ZNIEFF :
le « Domaine national de Chambord » (5 390,25 ha).

Cartes des Znieff et site Natura 2000.
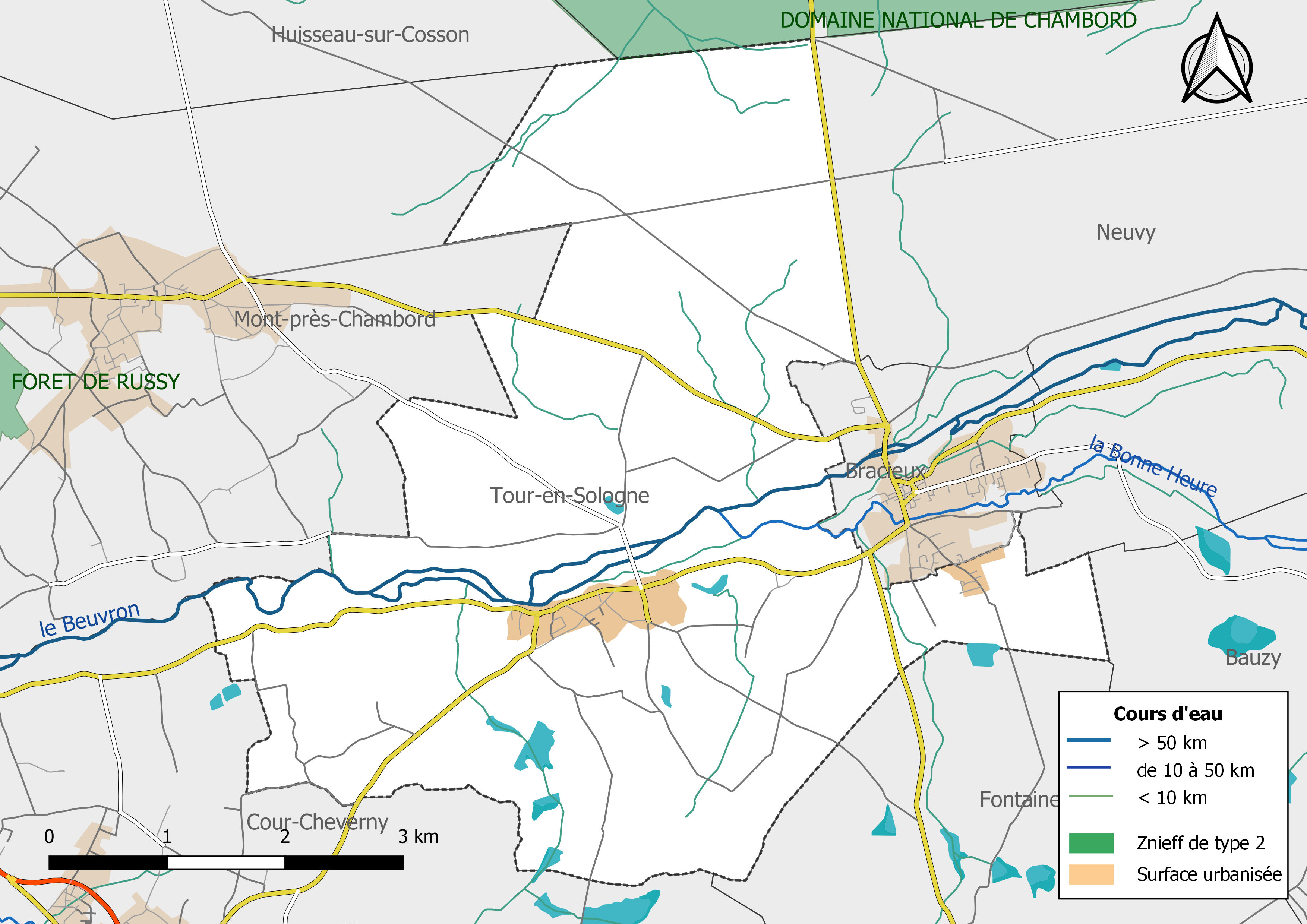
Le « Domaine National de Chambord », une ZNIEFF de type 2[Note 2], est situé en lisière nord de la commune.
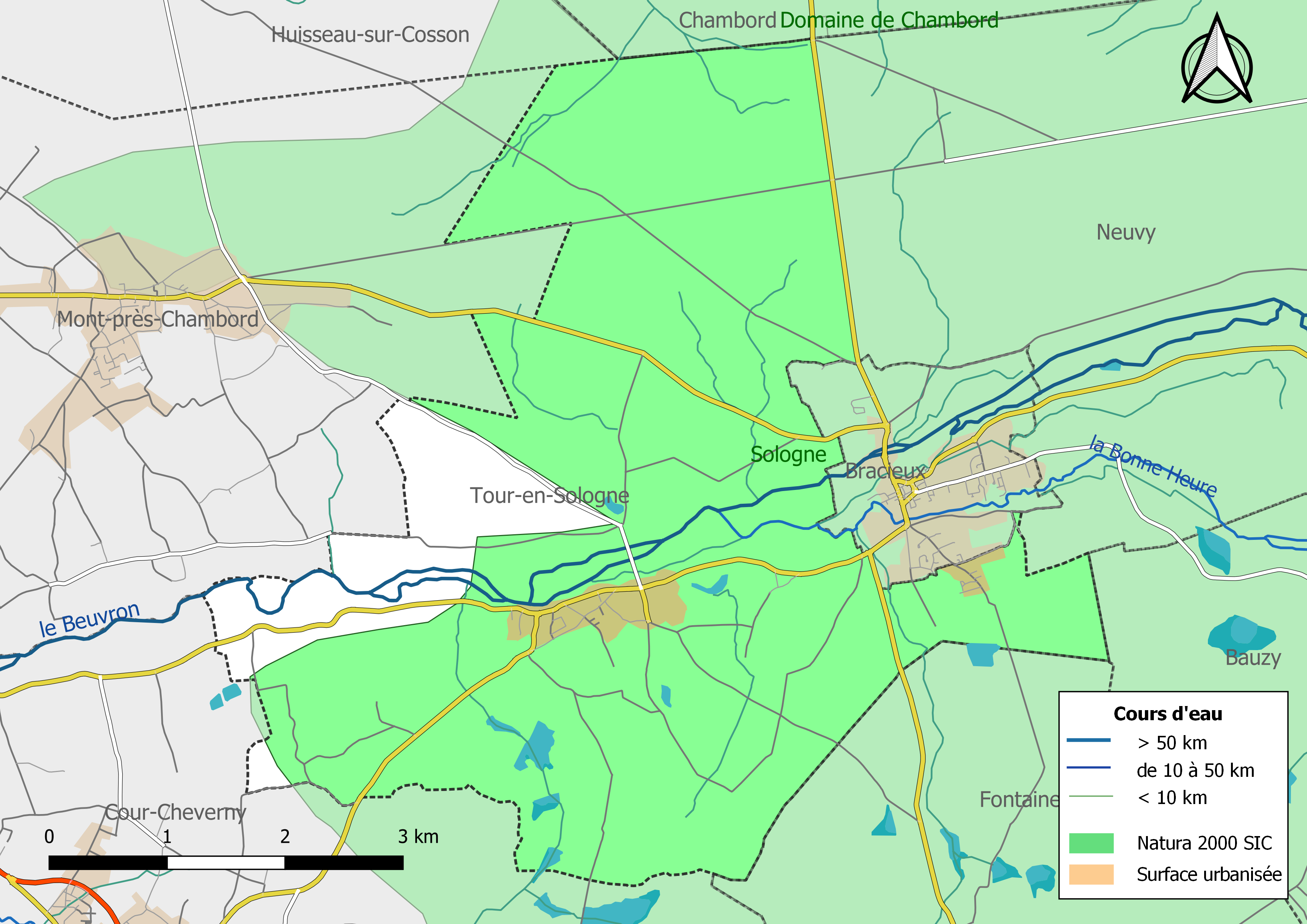
la « Sologne », un site Natura 2000, couvre une grande partie de la commune.

## Urbanisme

### Typologie
Au 1er janvier 2024, Tour-en-Sologne est catégorisée commune rurale à habitat dispersé, selon la nouvelle grille communale de densité à sept niveaux définie par l'Insee en 2022.
Elle est située hors unité urbaine. Par ailleurs la commune fait partie de l'aire d'attraction de Blois, dont elle est une commune de la couronne,. Cette aire, qui regroupe 78 communes, est catégorisée dans les aires de 50 000 à moins de 200 000 habitants,.

### Occupation des sols
L'occupation des sols est marquée par l'importance des espaces agricoles et naturels (97,6 %). La répartition détaillée ressortant de la base de données européenne d'occupation biophysique des sols Corine Land Cover millésimée 2012 est la suivante :
terres arables (17,8 %),
zones agricoles hétérogènes (22,8 %),

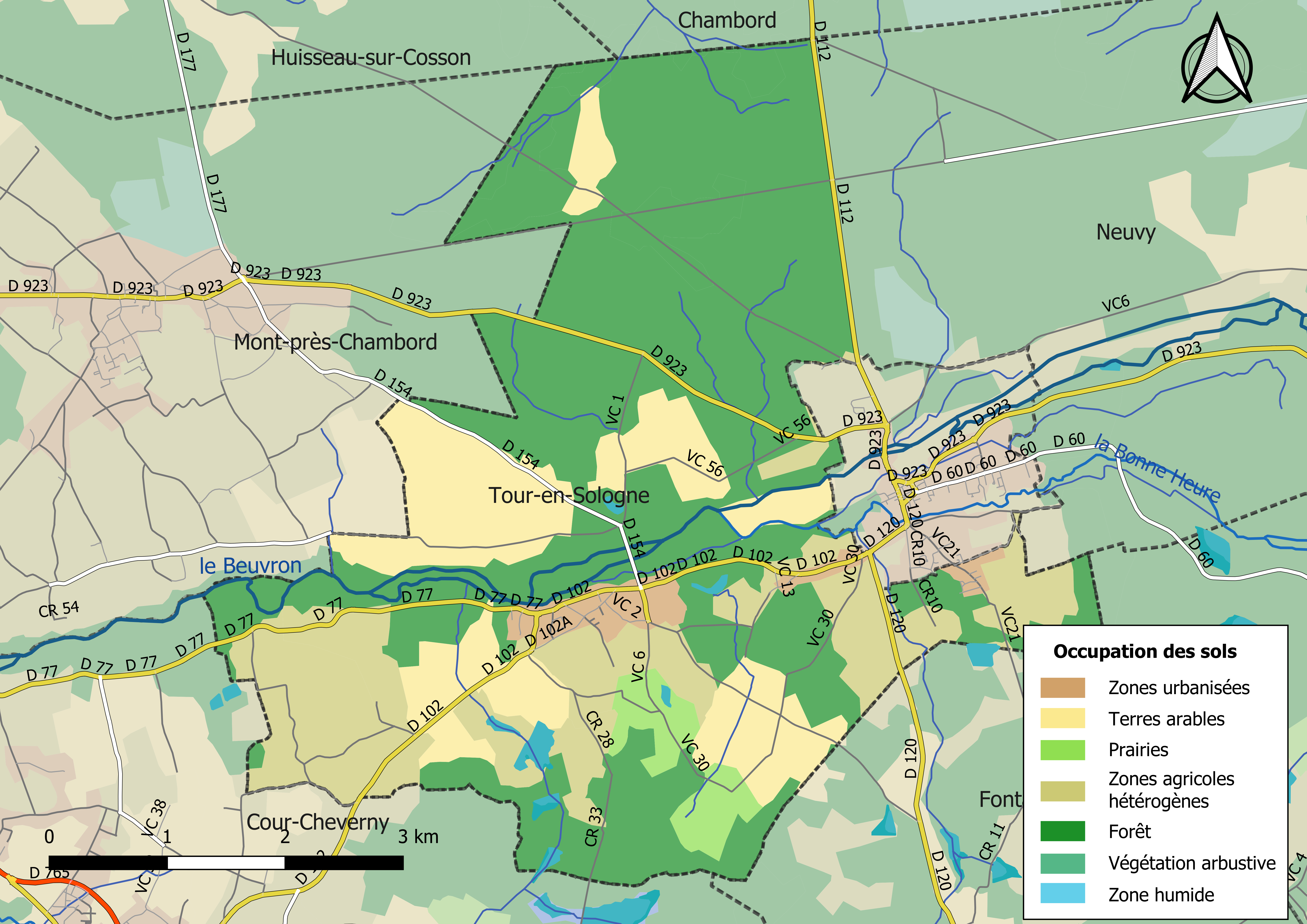
Carte des infrastructures et de l'occupation des sols de la commune en 2018 (CLC).

prairies (2,9 %),
forêts (54,2 %),
zones urbanisées (2,4 %).

### Planification
La loi SRU du 13 décembre 2000 a incité fortement les communes à se regrouper au sein d'un établissement public, pour déterminer les partis d'aménagement de l'espace au sein d'un SCoT, un document essentiel d'orientation stratégique des politiques publiques à une grande échelle. La commune est dans le territoire du SCOT du Blésois, approuvé en 2006 et révisé en juillet 2016.
En matière de planification, la commune disposait en 2017 d'un plan local d'urbanisme en révision. Par ailleurs, à la suite de la loi ALUR (loi pour l'accès au logement et un urbanisme rénové) de mars 2014, un plan local d'urbanisme intercommunal couvrant le territoire de la communauté de communes du Grand Chambord a été prescrit le 14 décembre 2015.

### Habitat et logement
Le tableau ci-dessous présente la typologie des logements à Tour-en-Sologne en 2016 en comparaison avec celle du Loir-et-Cher et de la France entière. Une caractéristique marquante du parc de logements est ainsi la faible proportion des résidences secondaires et logements occasionnels (7,1 %) par rapport au département (18 %) et à la France entière (9,6 %). Concernant le statut d'occupation de ces logements, 83,4 % des habitants de la commune sont propriétaires de leur logement (84,6 % en 2011), contre 68,1 % pour le Loir-et-Cher et 57,6 pour la France entière.
|                                                         | Tour-en-Sologne | Loir-et-Cher | France entière |
| ------------------------------------------------------- | --------------- | ------------ | -------------- |
| Résidences principales (en %)                           | 87,0            | 74,5         | 82,3           |
| Résidences secondaires et logements occasionnels (en %) | 7,1             | 18           | 9,6            |
| Logements vacants (en %)                                | 5,9             | 7,5          | 8,1            |

### Risques majeurs
Le territoire communal de Tour-en-Sologne est vulnérable à différents aléas naturels : inondations (par débordement du Beuvron), climatiques (hiver exceptionnel, orages, ou canicule), feux de forêts, mouvements de terrains ou sismique (sismicité très faible).
Il est également exposé à un risque technologique : le risque nucléaire,.

#### Risques naturels

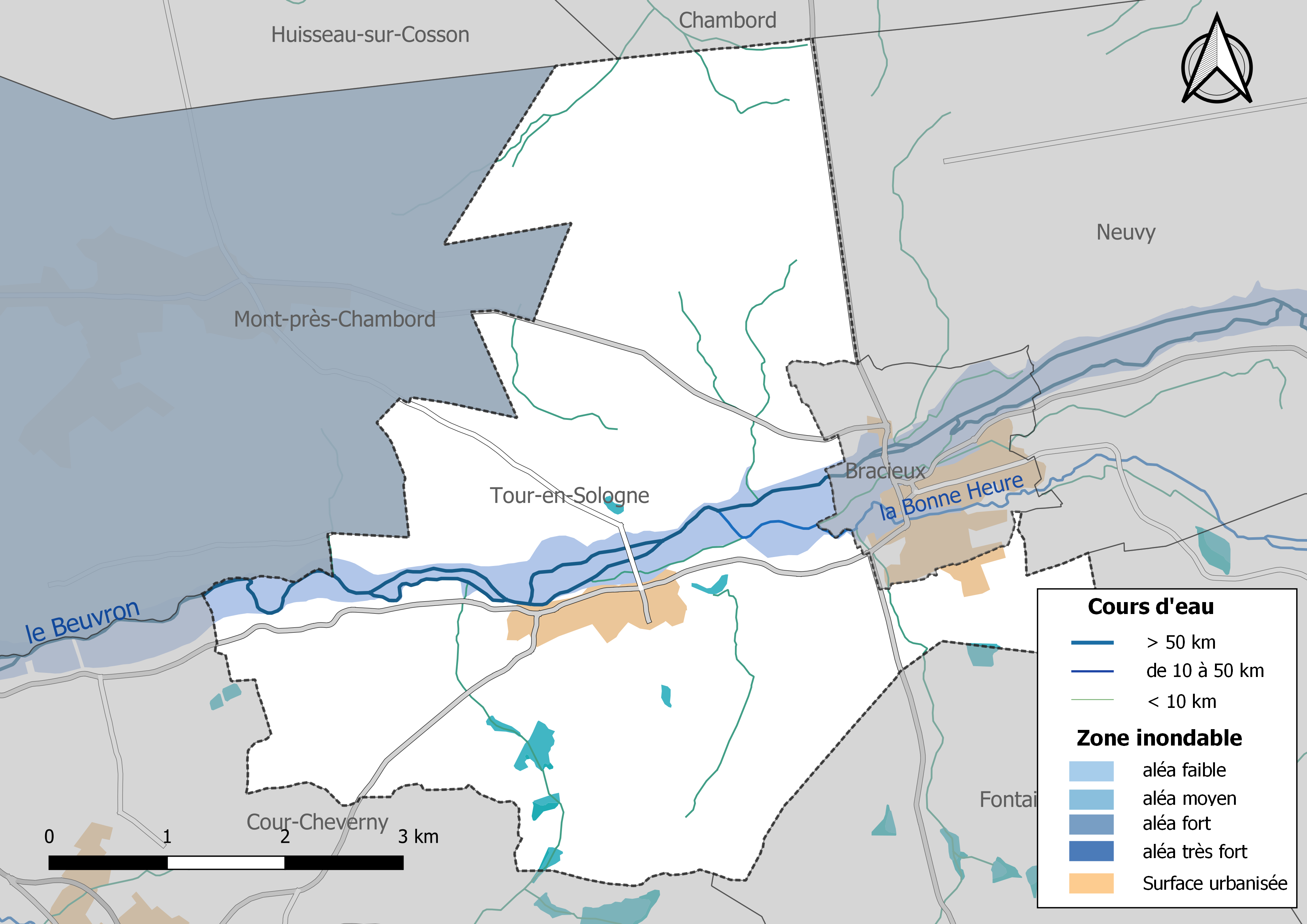
Zones inondables de la commune de Tour-en-Sologne.

Les mouvements de terrains susceptibles de se produire dans la commune sont liés au retrait-gonflement des argiles. Le phénomène de retrait-gonflement des argiles est la conséquence d'un changement d'humidité des sols argileux. Les argiles sont capables de fixer l'eau disponible mais aussi de la perdre en se rétractant en cas de sécheresse. Ce phénomène peut provoquer des dégâts très importants sur les constructions (fissures, déformations des ouvertures) pouvant rendre inhabitables certains locaux. La carte de zonage de cet aléa peut être consultée sur le site de l'observatoire national des risques naturels Georisques.
Un atlas des zones inondables du Beuvron est établi en décembre 2003. Les crues historiques du Beuvron sont celles de 1856, de 1910, de 1936-1937 et de 2016. Le débit de la crue de référence varie ainsi entre 60 et 160 m3/s selon les sections.

#### Risques technologiques
La totalité du territoire de la commune peut être concernée par le risque nucléaire. En cas d'accident grave, certaines installations nucléaires sont susceptibles de rejeter dans l'atmosphère de l'iode radioactif. Or la commune se situe partiellement à l'intérieur du périmètre de 20 km du Plan particulier d'intervention de la centrale nucléaire de Saint-Laurent-des-Eaux. À ce titre les habitants de la commune, comme tous ceux résidant dans le périmètre proche de 20 km de la centrale ont bénéficié, à titre préventif, d'une distribution de comprimés d'iode stable dont l'ingestion avant rejet radioactif permet de pallier les effets sur la thyroïde d'une exposition à de l'iode radioactif. En cas d'incident ou d'accident nucléaire, des consignes de confinement ou d'évacuation peuvent être données et les habitants peuvent être amenés à ingérer, sur ordre du préfet, les comprimés en leur possession,.

## Toponymie

### Nom actuel
La commune figure par ailleurs, avec Fontaines-en-Sologne, parmi les deux seules communes de France à porter la Sologne dans son nom depuis la Révolution de 1789.

### Évolution du toponyme
Sous la Révolution et après la proclamation de la Première République, l'abolition des emblèmes de la monarchie et les références à celle-ci au sein de la société française requiert un changement du toponyme : ainsi, par délibération du conseil général de la commune, et en application du décret du 25 vendémiaire an II (16 octobre 1793), la commune nouvellement créée de Tour-en-Sologne devient provisoirement Baraque,.

## Histoire

### Révolution française et Empire

#### Nouvelle organisation territoriale
Le décret de l'Assemblée nationale du 12 novembre 1789 décrète qu'« il y aura une municipalité dans chaque ville, bourg, paroisse ou communauté de campagne », mais ce n'est qu'avec le décret de la Convention nationale du 10 brumaire an II (31 octobre 1793) que la paroisse de Tour-en-Sologne devient formellement « commune de Tour-en-Sologne »,.
En 1790, dans le cadre de la création des départements, la municipalité est rattachée au canton de Bracieux et au district de Blois. Les cantons sont supprimés, en tant que découpage administratif, par une loi du 26 juin 1793, et ne conservent qu'un rôle électoral, permettant l'élection des électeurs du second degré chargés de désigner les députés,. La Constitution du 5 fructidor an III, appliquée à partir de vendémiaire an IV (1795) supprime les districts, considérés comme des rouages administratifs liés à la Terreur, mais maintient les cantons qui acquièrent dès lors plus d'importance en retrouvant une fonction administrative. Enfin, sous le Consulat, un redécoupage territorial visant à réduire le nombre de justices de paix ramène le nombre de cantons en Loir-et-Cher de 33 à 24. Tour-en-Sologne est alors rattachée au canton de Bracieux et à l'Arrondissement de Blois par arrêté du 5 vendémiaire an X (26 septembre 1801),,. Cette organisation va rester inchangée pendant près de 150 ans.

## Politique et administration

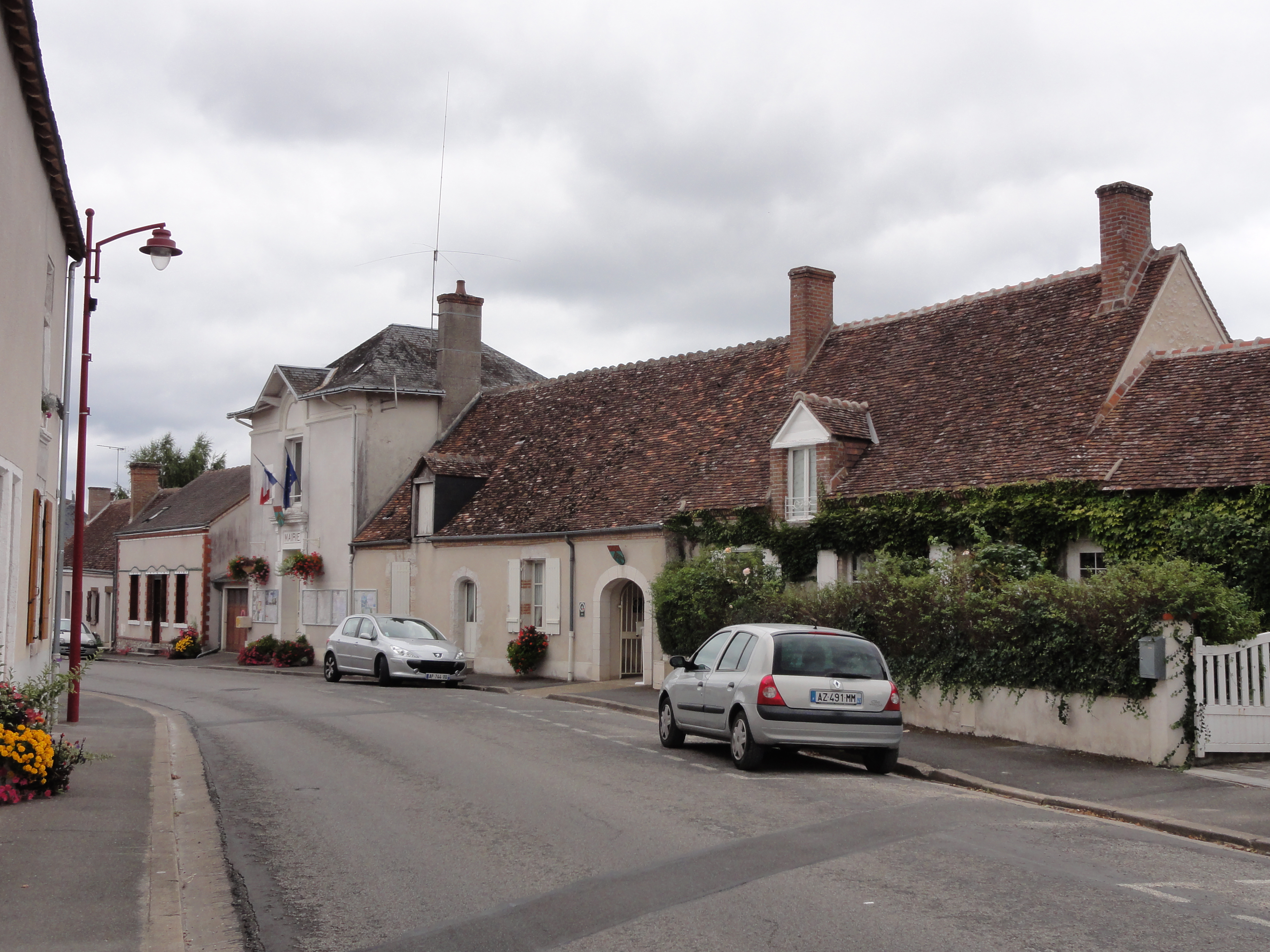
La mairie.

### Découpage territorial
La commune de Tour-en-Sologne est membre de la communauté de communes du Grand Chambord, un établissement public de coopération intercommunale (EPCI) à fiscalité propre créé le 1er janvier 2002.
Elle est rattachée sur le plan administratif à l'arrondissement de Blois, au département de Loir-et-Cher et à la région Centre-Val de Loire, en tant que circonscriptions administratives. Sur le plan électoral, elle est rattachée au canton de Chambord depuis 2015 pour l'élection des conseillers départementaux et à la deuxième circonscription de Loir-et-Cher pour les élections législatives.

### Politique et administration municipale

#### Conseil municipal et maire
Le conseil municipal de Tour-en-Sologne, commune de plus de 1 000 habitants, est élu au scrutin proportionnel plurinominal avec prime majoritaire. Compte tenu de la population communale, le nombre de sièges au conseil municipal est de 15. Le maire, à la fois agent de l'État et exécutif de la commune en tant que collectivité territoriale, est élu par le conseil municipal au scrutin secret lors de la première réunion du conseil suivant les élections municipales, pour un mandat de six ans, c'est-à-dire pour la durée du mandat du conseil.
| Période                                  | Période  | Identité        | Étiquette | Qualité                                                  |
| ---------------------------------------- | -------- | --------------- | --------- | -------------------------------------------------------- |
| mars 2014                                | mai 2020 | Robert Hutteau  |           | Retraité des artisans, commerçants et chefs d'entreprise |
| mai 2020                                 | En cours | Patrice Duchet, |           | Artisan                                                  |
| Les données manquantes sont à compléter. |          |                 |           |                                                          |

## Équipements et services

### Eau et assainissement
L'organisation de la distribution de l'eau potable, de la collecte et du traitement des eaux usées et pluviales relève des communes. La compétence eau et assainissement des communes est un service public industriel et commercial (SPIC).

#### Assainissement des eaux usées
En 2019, la gestion du service d'assainissement collectif de la commune de Tour-en-Sologne est assurée par la communauté de communes du Grand Chambord qui a le statut de entreprise privée.
Une station de traitement des eaux usées est en service au 1er janvier 2019 sur le territoire communal :
« Le Bois Bourdon », un équipement utilisant la technique de l'aération par boues activées, dont la capacité est de 3 100 EH, mis en service le 1er juillet 2016.
L'assainissement non collectif (ANC) désigne les installations individuelles de traitement des eaux domestiques qui ne sont pas desservies par un réseau public de collecte des eaux usées et qui doivent en conséquence traiter elles-mêmes leurs eaux usées avant de les rejeter dans le milieu naturel. La communauté de communes du Grand Chambord assure pour le compte de la commune le service public d'assainissement non collectif (SPANC), qui a pour mission de vérifier la bonne exécution des travaux de réalisation et de réhabilitation, ainsi que le bon fonctionnement et l'entretien des installations.

### Sécurité, justice et secours
La sécurité de la commune est assurée par la brigade de gendarmerie de Bracieux qui dépend du groupement de gendarmerie départementale de Loir-et-Cher installé à Blois.
En matière de justice, Tour-en-Sologne relève du conseil de prud'hommes de Blois, de la Cour d'appel d'Orléans (juridiction de Blois), de la Cour d'assises de Loir-et-Cher, du tribunal administratif de Blois, du tribunal de commerce de Blois et du tribunal judiciaire de Blois.

## Population et société

### Démographie

#### Évolution démographique
L'évolution du nombre d'habitants est connue à travers les recensements de la population effectués dans la commune depuis 1793. Pour les communes de moins de 10 000 habitants, une enquête de recensement portant sur toute la population est réalisée tous les cinq ans, les populations de référence des années intermédiaires étant quant à elles estimées par interpolation ou extrapolation. Pour la commune, le premier recensement exhaustif entrant dans le cadre du nouveau dispositif a été réalisé en 2007.

En 2022, la commune comptait 1 133 habitants, en évolution de +2,44 % par rapport à 2016 (Loir-et-Cher : −1,15 %, France hors Mayotte : +2,11 %).
| 1793 | 1800 | 1806 | 1821 | 1831 | 1836 | 1841 | 1846 | 1851 |
| ---- | ---- | ---- | ---- | ---- | ---- | ---- | ---- | ---- |
| 569  | 520  | 646  | 560  | 603  | 599  | 633  | 670  | 673  |

| 1856 | 1861 | 1866 | 1872 | 1876 | 1881 | 1886 | 1891 | 1896 |
| ---- | ---- | ---- | ---- | ---- | ---- | ---- | ---- | ---- |
| 696  | 700  | 756  | 707  | 712  | 718  | 761  | 726  | 732  |

| 1901 | 1906 | 1911 | 1921 | 1926 | 1931 | 1936 | 1946 | 1954 |
| ---- | ---- | ---- | ---- | ---- | ---- | ---- | ---- | ---- |
| 696  | 682  | 619  | 500  | 517  | 490  | 475  | 468  | 473  |

| 1962 | 1968 | 1975 | 1982 | 1990 | 1999 | 2006 | 2007 | 2012  |
| ---- | ---- | ---- | ---- | ---- | ---- | ---- | ---- | ----- |
| 473  | 504  | 529  | 726  | 794  | 887  | 885  | 885  | 1 025 |

| 2017  | 2022  | - | - | - | - | - | - | - |
| ----- | ----- | - | - | - | - | - | - | - |
| 1 117 | 1 133 | - | - | - | - | - | - | - |

#### Pyramide des âges
La population de la commune est relativement jeune.
En 2018, le taux de personnes d'un âge inférieur à 30 ans s'élève à 32,5 %, soit au-dessus de la moyenne départementale (31,3 %). À l'inverse, le taux de personnes d'âge supérieur à 60 ans est de 26,9 % la même année, alors qu'il est de 31,6 % au niveau départemental.
En 2018, la commune comptait 531 hommes pour 586 femmes, soit un taux de 52,46 % de femmes, légèrement supérieur au taux départemental (51,45 %).
Les pyramides des âges de la commune et du département s'établissent comme suit.
| Hommes | Classe d’âge | Femmes |
| ------ | ------------ | ------ |
| 1,0    | 90 ou +      | 0,2    |
| 6,7    | 75-89 ans    | 9,3    |
| 18,7   | 60-74 ans    | 18,0   |
| 22,8   | 45-59 ans    | 21,2   |
| 19,3   | 30-44 ans    | 17,9   |
| 13,3   | 15-29 ans    | 13,8   |
| 18,2   | 0-14 ans     | 19,6   |

| Hommes | Classe d’âge | Femmes |
| ------ | ------------ | ------ |
| 1,1    | 90 ou +      | 2,6    |
| 9,2    | 75-89 ans    | 11,9   |
| 19,7   | 60-74 ans    | 20,4   |
| 20,7   | 45-59 ans    | 20     |
| 16,5   | 30-44 ans    | 16,2   |
| 15,2   | 15-29 ans    | 13,2   |
| 17,6   | 0-14 ans     | 15,7   |

## Économie

### Secteurs d'activité
Le tableau ci-dessous détaille le nombre d'entreprises implantées à Tour-en-Sologne selon leur secteur d'activité et le nombre de leurs salariés :
|                                                              | total | % com (% dep) | 0 salarié | 1 à 9 salarié(s) | 10 à 19 salariés | 20 à 49 salariés | 50 salariés ou plus |
| ------------------------------------------------------------ | ----- | ------------- | --------- | ---------------- | ---------------- | ---------------- | ------------------- |
| Ensemble                                                     | 55    | 100,0 (100)   | 43        | 11               | 1                | 0                | 0                   |
| Agriculture, sylviculture et pêche                           | 6     | 10,9 (11,8)   | 6         | 0                | 0                | 0                | 0                   |
| Industrie                                                    | 3     | 5,5 (6,5)     | 1         | 2                | 0                | 0                | 0                   |
| Construction                                                 | 9     | 16,4 (10,3)   | 7         | 2                | 0                | 0                | 0                   |
| Commerce, transports, services divers                        | 31    | 56,4 (57,9)   | 27        | 4                | 0                | 0                | 0                   |
| dont commerce et réparation automobile                       | 8     | 14,5 (17,5)   | 7         | 1                | 0                | 0                | 0                   |
| Administration publique, enseignement, santé, action sociale | 6     | 10,9 (13,5)   | 2         | 3                | 1                | 0                | 0                   |
| Champ : ensemble des activités.                              |       |               |           |                  |                  |                  |                     |

Le secteur du commerce, transports et services divers est prépondérant dans la commune (31 entreprises sur 55)10,9 %), il est plus important qu'au niveau départemental (11,8 %).
Sur les 55 entreprises implantées à Tour-en-Sologne en 2016, 43 ne font appel à aucun salarié, 11 comptent 1 à 9 salariés et 1 emploie entre 10 et 19 personnes

### Agriculture
En 2010, l'orientation technico-économique de l'agriculture dans la commune est la polyculture et le polyélevage. Le département a perdu près d'un quart de ses exploitations en 10 ans, entre 2000 et 2010 (c'est le département de la région Centre-Val de Loire qui en compte le moins). Cette tendance se retrouve également au niveau de la commune où le nombre d'exploitations est passé de 46 en 1988 à 19 en 2000 puis à 11 en 2010. Parallèlement, la taille de ces exploitations augmente, passant de 16 ha en 1988 à 33 ha en 2010.
Le tableau ci-dessous présente les principales caractéristiques des exploitations agricoles de Tour-en-Sologne, observées sur une période de 22 ans :
|                                      | 1988                 | 2000                 | 2010                 |
| Dimension économique                 | Dimension économique | Dimension économique | Dimension économique |
| ------------------------------------ | -------------------- | -------------------- | -------------------- |
| Nombre d'exploitations (u)           | 46                   | 19                   | 11                   |
| Travail (UTA)                        | 57                   | 31                   | 17                   |
| Surface agricole utilisée (ha)       | 746                  | 610                  | 365                  |
| Cultures                             |                      |                      |                      |
| Terres labourables (ha)              | 487                  | 448                  | 279                  |
| Céréales (ha)                        | 237                  | 178                  | 162                  |
| dont blé tendre (ha)                 | 25                   | 59                   | 41                   |
| dont maïs-grain et maïs-semence (ha) | 115                  | 28                   | 24                   |
| Tournesol (ha)                       | 22                   | s                    | s                    |
| Colza et navette (ha)                | 9                    |                      | s                    |
| Élevage                              |                      |                      |                      |
| Cheptel (UGBTA)                      | 302                  | 262                  | 150                  |

#### Produits labellisés

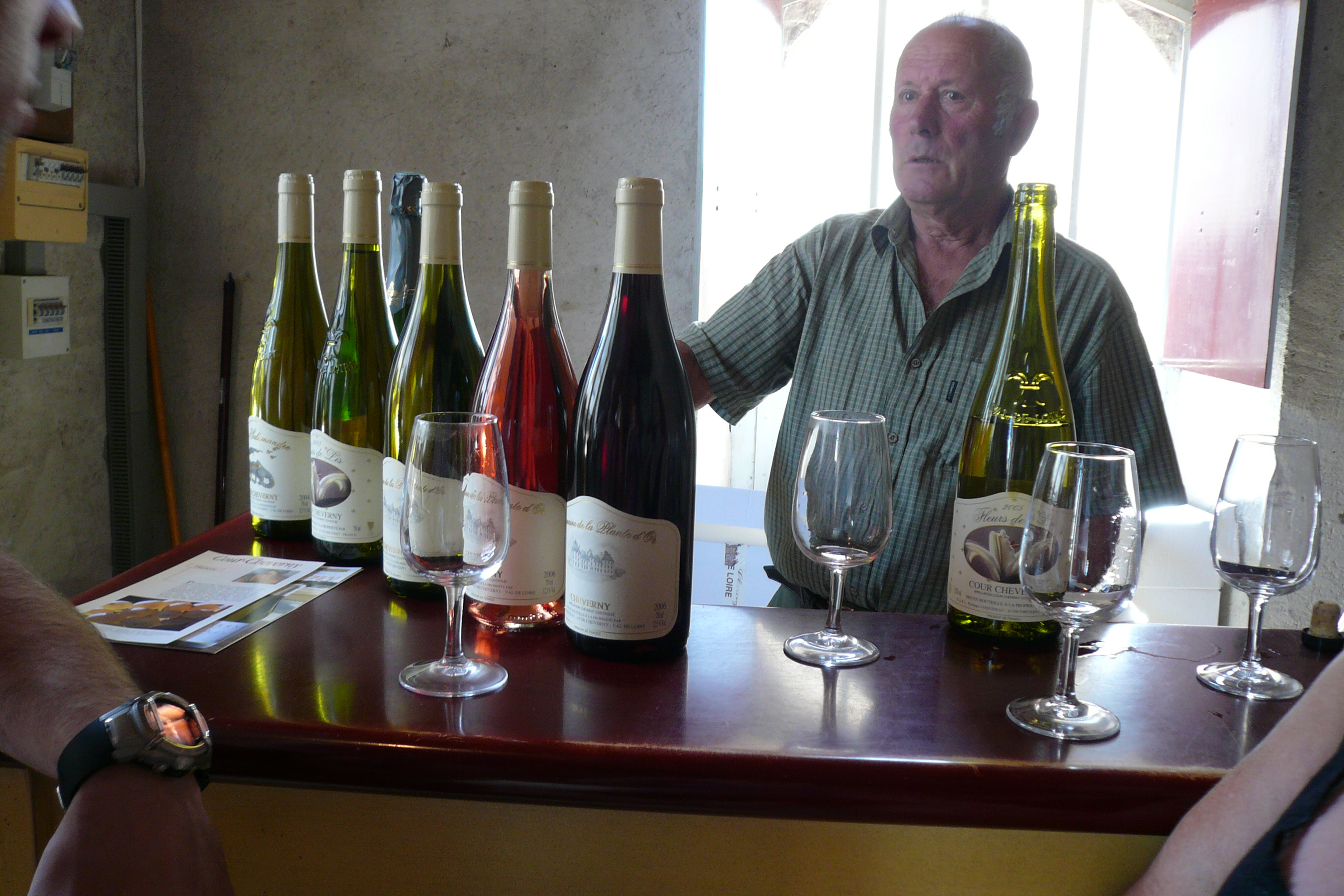
Gamme de vins de Cheverny.

La commune de Tour-en-Sologne est située dans l'aire de l'appellation d'origine protégée (AOP)  de trois produits : trois vins (le Cheverny, le Cour-cheverny et le crémant-de-loire).
Le territoire de la commune est également intégré aux aires de productions de divers produits bénéficiant d'une indication géographique protégée (IGP) : le vin Val-de-loire et les volailles de l’Orléanais,.

## Culture locale et patrimoine

### Lieux et monuments

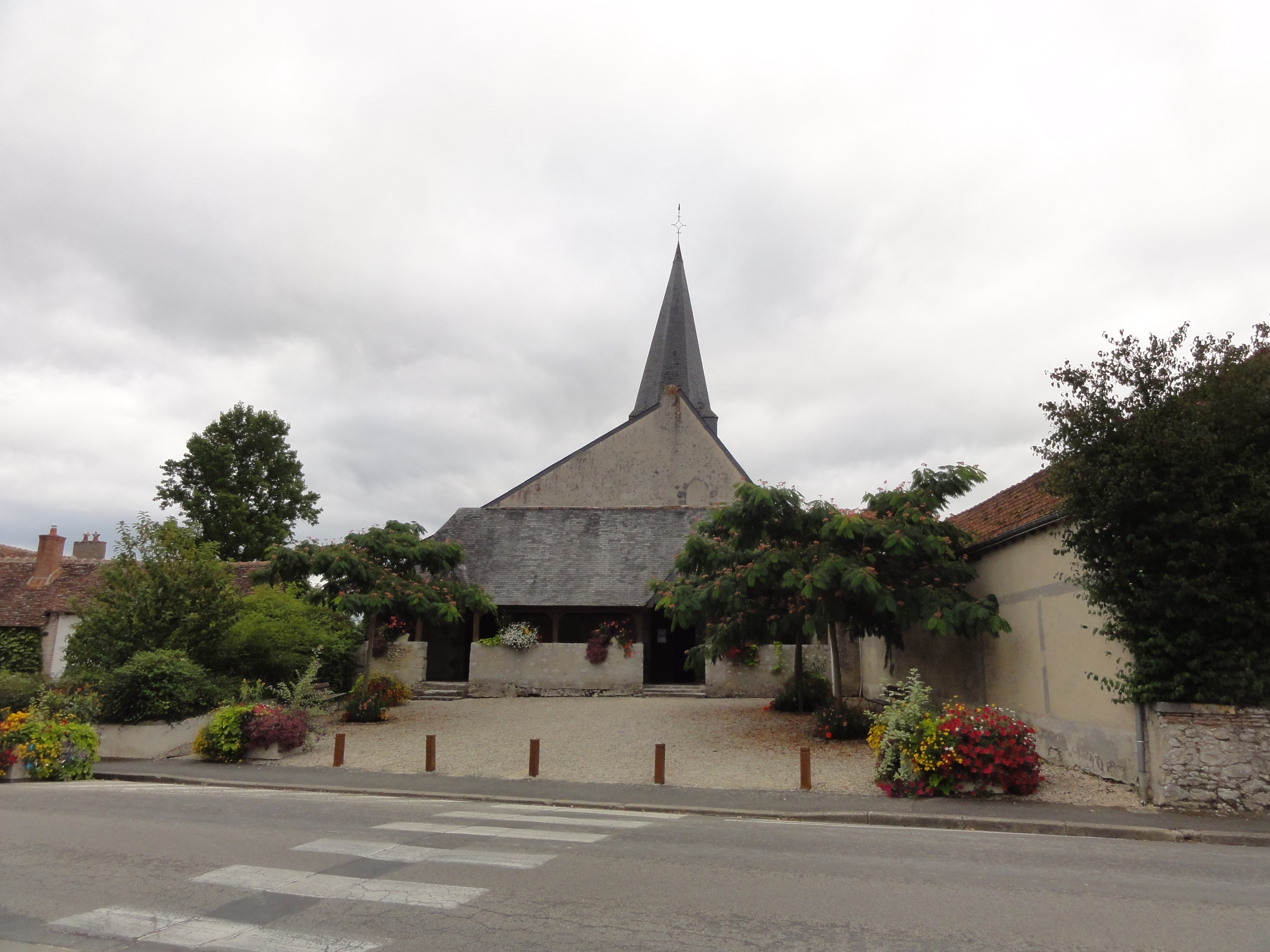
L'église Saint-Étienne.

- Le château de Villesavin abrite un musée du mariage.
- Ferme de Boulogne (ancien prieuré grandmontain)[85].
- Les Ogonnières.
- Église Saint-Étienne de Tour-en-Sologne : église du XIIe siècle, agrandie au XVIe siècle présentant un caquetoir remarquable. L'édifice est protégé au titre des monuments historiques depuis 1949[86].
- Les ponts d'Arian au lieu-dit du même nom enjambent le Beuvron. Leur origine serait antique : leur construction aurait été ordonnée par l'empereur romain Hadrien lors de son passage dans la région. Il aurait donc donné son nom au lieu-dit.
- Le domaine de Chambord est en partie situé sur la commune.
- Motte au lieu-dit La Cave. La motte qui mesure environ 50 mètres de côté et son fossé large de 10 mètres[87] est recensée à l'Inventaire général du patrimoine culturel[88].

### Héraldique
|  | Les armoiries de Tour-en-Sologne se blasonnent ainsi : De sinople au chevron d'or accompagné en pointe d'une tour du même, au chef cousu de gueules chargé de trois besants d'or. Création Ch. Aubry - J.-P. Fernon (1987). |